# Varaškir
Varjaškir, Varaškir ili Varjašir (mađ. Varjaskér) je bivše samostalno selo u južnoj zapadnoj Mađarskoj.
Nalazi se u današnjoj Šomođskoj županiji, u mjestu Sempalu.

## Povijest
Do 1929. je godine bilo samostalno selo, a onda je upravnim preustrojem spojeno sa selom Tótszentpálom u novo selo Sempal (mađ. Somogyszentpál).

## Poznate osobe
- Jenő Szabady, fizičar
- Márton Hosszú